# Long Ridge (ås i Heard- och McDonaldöarna)
Long Ridge är en bergsrygg på ön Heard Island i Heard- och McDonaldöarna (Australien).